# Kế hoạch Bắc phạt Triều Tông Hiếu Tông
Kế hoạch Bắc phạt của Triều Tiên Hiếu Tông đề cập đến chiến lược của Triều Tiên Hiếu Tông vào giữa thế kỷ 17 nhằm khôi phục quyền tự chủ cho Triều Tiên và chống lại nhà Thanh thông qua các biện pháp quân sự. Mặc dù kế hoạch cuối cùng không được thực hiện, nhưng nó vẫn có ý nghĩa quan trọng trong lịch sử Triều Tiên.

## Bối cảnh
Năm Thiên Khải thứ sáu (Nhân Tổ năm thứ 4, 1626), Lý Hạo được phong làm Phụng Lâm Đại quân (鳳林大君), khi đó ông mới bảy tuổi. Trong cuộc chiến Bính Tý năm 1636, Triều Tiên thất bại, quân Thanh bắt giữ Lý Hạo cùng gia đình và hàng chục ngàn người Triều Tiên đưa đến Thẩm Dương. Sau đó, Lý Hạo đã trải qua vài năm ở nhà Thanh, và trải nghiệm này đã ảnh hưởng sâu sắc đến tư tưởng chính trị và quân sự của ông.
Sau cuộc chiến Bính Tý năm 1636, Triều Tiên bị buộc phải khuất phục nhà Thanh. Đầu năm sau, Lý Hạo và anh trai Chiêu Hiến Thế tử Lý Uông, em trai Lân Bình Đại quân Lý Tuấn bị quân Thanh bắt giữ. Năm 1644, quân Thanh vào Trung Nguyên và chiếm đóng Bắc Kinh. Ngày 9 tháng 11, nhiếp chính vương Đa Nhĩ Cổn của nhà Thanh đã triệu kiến Chiêu Hiến Thế tử và Phụng Lâm Đại quân tại Bắc Kinh, tuyên bố giảm bớt cống phẩm hàng năm cho Triều Tiên và quyết định cho Chiêu Hiến Thế tử trở về Triều Tiên, trong khi Phụng Lâm Đại quân tạm thời ở lại nhà Thanh.
Tháng 3 năm 1645, Chiêu Hiến Thế tử trở về Hán Thành (nay là Seoul), nhưng nghi lễ đón tiếp sứ giả nhà Thanh đã gây ra sự phản đối mạnh mẽ từ các quan chức Triều Tiên vì theo lễ giáo Nho giáo, cha không nên đón tiếp con trai, và việc thừa nhận sứ giả nhà Thanh đại diện cho Thiên tử. Ngày 21 tháng 5, Chiêu Hiến Thế tử đột ngột qua đời, nghi ngờ bị hạ độc trong thức ăn bởi cung nữ. Cái chết của Chiêu Hiến Thế tử đã làm gia tăng thêm sự căm ghét của Triều Tiên đối với nhà Thanh.
Sau cái chết của Chiêu Hiến Thế tử, Phụng Lâm Đại quân Lý Hạo trở về Hán Thành vào năm 1645. Cùng năm, ngày 14 tháng 11, nhà Thanh sắc phong Lý Hạo làm Thế tử Triều Tiên. Năm 1649, Triều Tiên Nhân Tổ qua đời, Lý Hạo lên ngôi, miếu hiệu Hiếu Tông.
Sau hai cuộc chiến năm 1627 và 1636, triều đại Triều Tiên đã sinh ra sự căm ghét sâu sắc đối với nhà Thanh. Triều Tiên thường coi nhà Thanh là di địch, bí mật gọi hoàng đế Thanh là “Hồ hoàng”, gọi sứ giả Thanh là “Lỗ sứ”. Tâm lý thù hận này đã ảnh hưởng đến chính sách đối với nhà Thanh của Hiếu Tông, cuối cùng thúc đẩy ông lên kế hoạch Bắc phạt, cố gắng sử dụng biện pháp quân sự để thoát khỏi sự kiểm soát của nhà Thanh.

## Kế hoạch Bắc phạt của Hiếu Tông

### Lòng trung thành với nhà Minh
Triều đình Triều Tiên tin rằng, kể từ khi vương triều Triều Tiên được thành lập, Triều Tiên và nhà Minh đã duy trì mối quan hệ hữu nghị suốt ba trăm năm, đặc biệt trong thời kỳ Nhâm Thìn Oa Loạn, nhà Minh đã viện trợ rất lớn cho Triều Tiên. Hiếu Tông coi việc khôi phục thiên hạ của nhà Minh là nhiệm vụ của mình và đề xuất kế hoạch Bắc phạt. Ông tuyên bố:
"Quần thần đều muốn ta không chuẩn bị quân đội, nhưng ta kiên quyết không nghe theo vì thiên thời nhân sự, không biết khi nào sẽ có cơ hội tốt. Vì vậy, ta muốn nuôi dưỡng quân tinh nhuệ mười vạn, yêu thương như con, tất cả đều là binh sĩ dám chết, rồi đợi khi có sơ hở, bất ngờ tấn công, tiến thẳng đến vùng ngoài biên giới, thì các nghĩa sĩ hào kiệt ở Trung Nguyên, chẳng lẽ không có người hưởng ứng! Tiến thẳng đến ngoài biên giới, không phải việc khó. Quân địch không chăm lo binh bị, vùng Liêu Thẩm hàng ngàn dặm, không có người bắn cung cưỡi ngựa, tựa như tiến vào nơi không người. Hơn nữa, theo thiên ý, cống phẩm của nước ta, quân địch đều đặt ở Liêu Thẩm, thiên ý dường như muốn đưa chúng về để ta sử dụng. Ngoài ra, những người bị bắt ở nước ta, không biết bao nhiêu vạn, chẳng lẽ không có nội ứng? Việc hôm nay, chỉ lo không làm mà thôi, không lo khó thành.
Với chí lớn mà làm việc lớn, sao có thể đảm bảo hoàn toàn thành công. Nghĩa lớn rõ ràng, thì dù có thất bại cũng không xấu hổ, càng làm rạng danh thiên hạ muôn đời. Hơn nữa, thiên ý có ở đó, ta nghĩ không lo lắng về thất bại."

### Mở rộng quân đội
Hiếu Tông đã thực hiện một loạt biện pháp để tăng cường sức mạnh quân sự Triều Tiên:
- Mở rộng quân đội: Quân đội Đô Thành Ngự Doanh từ 7.000 người tăng lên 21.000 người, cấm quân từ 600 người tăng lên 1.000 người, tất cả được chuyển thành kỵ binh. Ngự Doanh tăng cường đại bác và dự kiến tăng thêm 10.000 quân của Huấn luyện Đô Giám bảo vệ Hán Thành, thêm 20.000 quân Ngự Doanh. Nhưng do khó khăn về tài chính, các kế hoạch này không thể thực hiện đầy đủ.
- Tăng thu thuế: Hiếu Tông đẩy nhanh việc thực hiện pháp luật Đại Đồng. Pháp luật Đại Đồng thống nhất các loại cống phẩm thành lúa gạo, thúc đẩy thương mại và kinh tế hàng hóa trong nước. Tể tướng Kim Dục chủ trương thực hiện pháp luật Đại Đồng, thu thuế bổ sung từ đất đai. Hiếu Tông ra lệnh tất cả nam giới, thậm chí cả sư sãi, đều phải nộp thuế để được miễn nghĩa vụ quân sự.

### Tạo lý do
Năm 1650, Hiếu Tông dâng biểu lên triều đình nhà Thanh rằng "Nhật Bản gần đây đã gửi mật thư cho thông sự, tình hình đáng lo ngại, xin xây thành và huấn luyện để phòng thủ", lấy lý do phòng thủ chống Nhật Bản để mở rộng quân đội. Triều đình nhà Thanh cử mật sứ sang Triều Tiên xác minh, phát hiện Triều Tiên có quan hệ thân thiện với Nhật Bản, nội dung tấu biểu không đúng sự thật. Thuận Trị Đế hạ lệnh khiển trách quốc vương Triều Tiên, bãi chức các đại thần liên quan, dẫn đến sự kiện Lục Sứ trách cứ.

## Kế hoạch thất bại
Do khó khăn về tài chính và lực lượng quân sự yếu kém, Triều Tiên không thể hoàn thành việc chuẩn bị chiến tranh. Lý do phòng thủ chống Nhật Bản đã gây sự cảnh giác từ triều đình nhà Thanh. Cuối cùng, Hiếu Tông qua đời vào ngày mùng 4 tháng 5 năm 1659, kế hoạch Bắc phạt không thể thực hiện.

## Đánh giá
Sự khinh bỉ và căm ghét đối với nhà Thanh của Triều Tiên tồn tại song song với việc tuân thủ chế độ cống nạp của phiên thuộc. Kế hoạch phục hưng nhà Minh và chuẩn bị Bắc phạt được thực hiện trong tình trạng bí mật, triều đình nhà Thanh biết rất ít về điều này. Mặc dù kế hoạch Bắc phạt không thực hiện được, nhưng nỗ lực của Hiếu Tông đã tăng cường lực lượng quốc phòng và thu nhập tài chính của triều đình Triều Tiên ở mức độ nào đó. Thông qua chỉnh đốn và huấn luyện, khả năng chiến đấu quân đội Triều Tiên được nâng cao. Ngoài ra, các biện pháp tài chính của Hiếu Tông như thu thuế và dự trữ lương thực cũng cải thiện tình hình tài chính của Triều Tiên.